# Batman zbawia świat
Batman zbawia świat – amerykański barwny film fabularny z 1966 roku w reżyserii Leslie H. Martinsona, zrealizowany na podstawie komiksów DC Comics. Jest związany z serialem Batman (1966–1968).

## Fabuła
Bogaty przedsiębiorca Bruce Wayne i jego wychowanek Dick Grayson na co dzień są zwykłymi obywatelami. W rzeczywistości potajemnie wcielają się w role odpowiednio Batmana i Robina, dwójki zamaskowanych mścicieli walczących ze zbrodnią. W tym przypadku ich przeciwnikiem jest Pingwin – sprytny przestępca, który ukradł dehylator – urządzenie pozwalające zamieniać ludzi w proch i ma zamiar przejąć władzę nad światem. Pomagają mu w tym Joker – oszpecony zabójca-psychopata, złodziejka – Kobieta-Kot i Człowiek-Zagadka – mistrz zbrodni wymagających łamania głowy.

## Obsada
- Adam West jako Batman / Bruce Wayne
- Burt Ward jako Robin / Dick Grayson
- Burgess Meredith jako Pingwin
- Cesar Romero jako Joker
- Lee Meriwether jako Kobieta-Kot
- Frank Gorshin jako Człowiek-Zagadka
- Alan Napier jako Alfred Pennyworth
- Neil Hamilton jako komisarz Gordon